# Жавелева вода
Жаве́лева вода́ — розчин калієвих солей гіпохлоритної та хлоридної кислот (KOCl + KCl). Застосовується для вибілювання. Жавелева вода вперше отримана французьким хіміком Бертолле, що вивчав недавно тоді відкритий елементарний хлор. Назва походить від слова Жавель (фр. Javel) — району в Парижі, де вперше стали виготовляти цю воду у 1792 році.
Гіпохлорит калію легко розкладається під впливом CO2 повітря з виділенням гіпохлоритної кислоти, яка знебарвлює фарбувальні сполуки:
{\displaystyle \mathrm {KClO+CO_{2}+H_{2}O\longrightarrow \ KHCO_{3}+HClO} }
Часто під «жавелевою водою» мають на увазі розчин гіпохлориту та хлориду натрію (т. зв. лабарракова вода).

## Отримання
Жавелеву води отримують насиченням водного розчину гідроксиду калію хлором:
{\displaystyle \mathrm {2KOH+Cl_{2}\longrightarrow \ KCl+KClO+H_{2}O} }